# Jamena
Jamena ou N'Djamena (em árabe: نجامينا; romaniz.: Niǧāmīnā; "local de descanso") é a capital e a maior cidade do Chade, centro da atividade econômica do país, sendo também uma região autônoma (ou com estatuto especial).
Localiza-se na confluência do rio Logone com o rio Chari, formando uma conurbação transfronteiriça com a cidade de Cousséri (nos Camarões), capital do departamento de Lagoa e Chari, que está na margem ocidental de ambos os rios. Tinha 1.093.492 habitantes em 2013.
Fundada em 1900 pelos franceses, foi conhecida pelo nome de Fort-Lamy até 1973. Após a independência chadiana, ganhou o nome de Jamena (1973) e tornou-se uma região com estatuto especial, subdividida em 10 distritos ou arrondissements.

## Etimologia
Antes da independência chadiana, a cidade chamava-se Fort-Lamy, em homenagem ao herói de guerra francês Amédée-François Lamy, morto em combate nos Camarões pouco antes da fundação de Jamena. Seu nome atual deriva do nome árabe Niǧāmīnā, que significa "local de descanso". Este era o nome de uma aldeia próxima ao sítio original da cidade, que após o crescimento, foi absorvido por Jamena.

## História

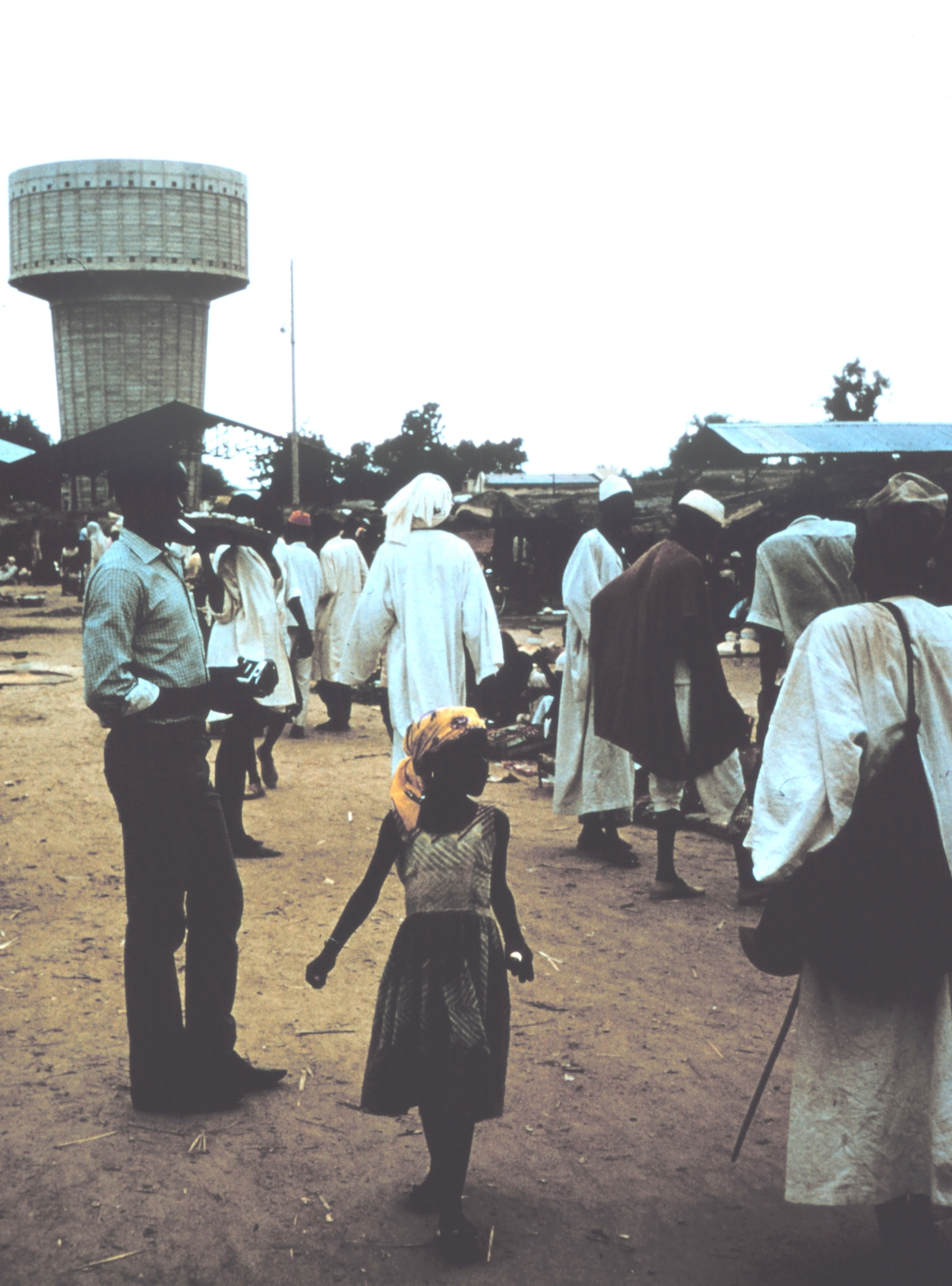
Pessoas circulando na antiga Fort Lamy.

Jamena foi fundada como Fort-Lamy pelo comandante francês Émile Gentil, em 29 de maio de 1900, recebendo o nome de Amédée-François Lamy, um oficial do exército francês que havia sido morto, poucos dias antes, na Batalha de Cousséri. Rapidamente tornou-se uma importante cidade comercial, sendo elevada a capital da região e da colônia do Chade Francês, que depois uniu-se à África Equatorial Francesa.

### Décadas de 1940-1960
Durante a Segunda Guerra Mundial, os franceses dependiam do aeródromo da cidade para transportar tropas e suprimentos. Em 21 de janeiro de 1942, um único piloto alemão de uma Heinkel He 111, do Comando Especial Blaich (Sonderkommando Blaich), do sul da Líbia Italiana, bombardeou com sucesso o aeródromo de Fort-Lamy, destruindo suprimentos, combustíveis e dez aeronaves.
Fort-Lamy recebeu sua primeira correspondência bancária em 1950, quando o Banco da África Ocidental (BAO) abriu uma agência lá.
Em 6 de abril de 1973, o presidente François Tombalbaye mudou seu nome para Jamena, como parte de seu programa de africanização.

### Décadas de 1970 e 1980: guerras
A cidade foi parcialmente destruída durante a Guerra Civil do Chade, entre 1965 e 1979, principalmente na Primeira Batalha de Jamena. Como efeitos do conflito, a cidade foi ocupada, na Segunda Batalha de Jamena, por forças estrangeiras durante a intervenção na Líbia de 1980-81, como parte do conflito Líbio-Chadiano, sendo governada pelo Governo de Unidade Nacional de Transição (GUNT). Um período de turbulência na cidade seguiu-se pela tentativa frustrada de golpe do primeiro-ministro do norte, Hissène Habré, contra o presidente sulista Félix Malloum. Enquanto Malloum e o exército nacional leal a ele foram derrotados, a intervenção líbia e de outras facções do norte rivais à Habré complicou a situação, levando a uma nova destruição de Jamena em 1980. Jamena foi dividida em setores controlados por vários senhores da guerra, com a maior parte citadina dominada por Goukouni Oueddei.
Após divergências entre Goukouni e Muammar Gaddafi, e a desaprovação internacional da intervenção líbia, as tropas estrangeiras deixaram a capital e o Chade em 1981. Isso abriu as portas para Habré, que marchou sobre Jamena, ocupando a cidade, com pouca resistência, em 1982.
Nestes anos, quase toda a população fugiu de Jamena em busca de refúgio na margem oposta do rio Chari, nos Camarões, próximo à cidade de Cousséri. Permaneceram em campos de refugiados até 1981-82, após o fim dos confrontos. Até 1984, as instalações e serviços da capital estavam sujeitos a racionamento e as escolas permaneciam fechadas.

### Década de 1990 - presente
Em 13 de abril de 2006, a cidade esteve sob ataque do grupo rebelde Frente Unida para a Mudança Democrática, ocorrendo a Terceira Batalha de Jamena.
No entanto, em 2007, o Chade retornou a uma guerra civil e o palácio presidencial, localizado na cidade, foi tomado de assalto por rebeldes armadas, que penetraram também nas zonas nobres da capital, provocando caos e inúmeros estragos. Entretanto, o então embaixador do Chade na Etiópia afirmou que a cidade estaria sob controle das forças oficiais e que o presidente, Idriss Deby, estaria seguro no seu palácio. O presidente permaneceu sitiado em seus escritórios até a Quarta Batalha de Jamena, quando conseguiu expulsar os rebeldes que cercavam a capital.

## Geografia

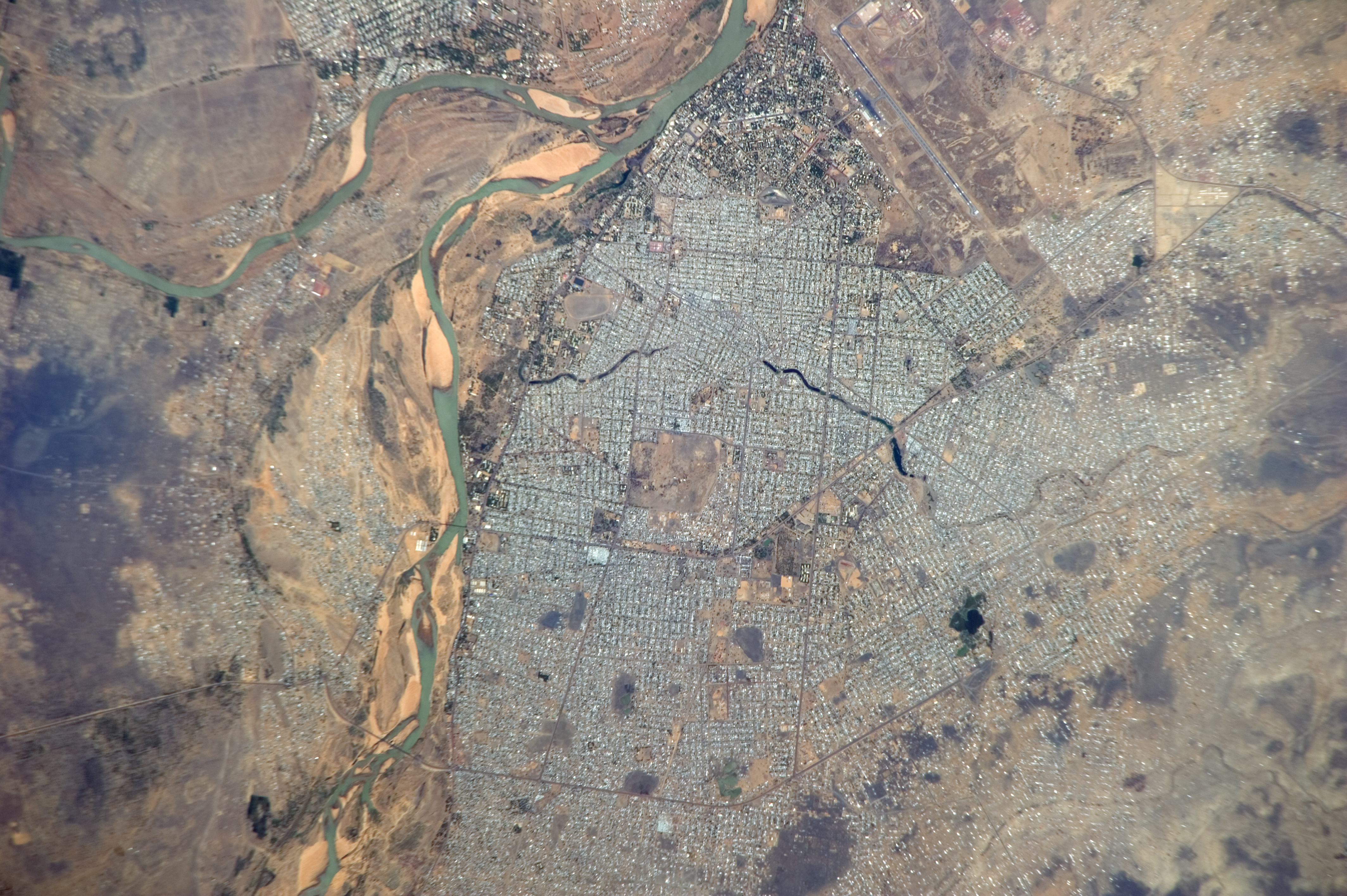
Imagem de Jamena tirada da Estação Espacial Internacional (ISS) durante a expedição 23, em 18 de maio de 2010.

Localiza-se na confluência do rio Logone com o rio Chari, numa rica e populosa planície fértil que é cercada por zonas áridas, já nos limites do Sahel com as savanas subsaarianas. Está no centro-sul ocidental da nação, na fronteira do Chade com os Camarões.

### Demografia
A cidade tinha apenas 9.976 habitantes em 1937, mas uma década depois, em 1947, a população quase dobrou para 18.435. Em 1968, após a independência, a população chegava a 126.483. Em 1993, sua população havia multiplicado por quatro, chegando a 529.555 habitantes, crescimento devido ao retorno dos refugiados que estavam nos Camarões. A cidade ultrapassou a marca de um milhão em população no início de 2010.

### Religião
O islão é a religião com maior número de seguidores em Jamena, abrangendo uma parcela de cerca de 50% da população, seguido pelo cristianismo, com 45%. Esse equilíbrio entre o número de cristãos e muçulmanos dá-se pela posição geográfica da cidade em relação ao país, entre o norte (mais islâmico) e o sul (mais cristão). O cristianismo católico na localidade está sob a égide da Arquidiocese de Jamena.

## Política e administração
Jamena sedia a maioria dos organismos políticos do país, incluindo a Assembleia Nacional do Chade, o Supremo Tribunal e o Tribunal de Recursos. Além disso, estão na cidade as sedes de muitas organizações e partidos políticos, além de todos os ministérios nacionais e todas as embaixadas estrangeiras — incluindo as embaixadas da França e dos Estados Unidos.
Está subdividida em 10 distritos ou arrondissements, além de 64 bairros.

### Cidades-irmãs
- Toulouse, França (1980)
- Stupino, Rússia (2000)

## Cultura e lazer
Após o fim da guerra, vagarosamente a cidade de Jamena vem retomando sua reputação de jardim do Sahel. A cidade vem crescendo e se modernizando rapidamente, oferecendo grandes mercados, artigos artesanais e uma pujante vida cultural.
A cidade é dividida em duas seções: a europeia ou administrativa e a maior, mais palpitante, seção africana. Alguns locais de interesse para a visitação dos turistas são as mostras do Museu Nacional do Chade, o enorme Grande Mercado Central (Grand Marché Central) e a Praça da Nação, com o icônico Monumento da Independência em forma de arco ao centro.

## Infraestrutura

### Educação
A maior e mais importante instituição de ensino superior do país, a Universidade de Jamena, está sediada nesta cidade. Há ainda a Escola Nacional de Administração, o Instituto Superior de Ciências da Educação, o Instituto Nacional da Juventude e Desportos, a Escola Nacional de Tecnologias de Informação e Comunicação, a Escola Nacional de Obras Públicas e a Escola Normal Superior de Jamena, que também são públicas.
Dentre as privadas, as principais são a Universidade Emi Koussi e a Universidade HEC-Chade, além de um polo de ensino da instituição confessional islâmica saudita Universidade Rei Faisal.

### Transportes
Dentro dos projetos da Rede Rodoviária Transafricana, a cidade de Jamena serve como um ponto de conexão entre várias rodovias. Pela Rodovia Trípoli–Cidade do Cabo têm acesso à Bertoua (sul dos Camarões) e a Faya-Largeau e Zouar (norte do Chade). Além desta, serve de conexão para a Rodovia Dacar–Jamena, de acesso, pela ponte de N'Gueli, à Cousséri e Cano (oeste), e para Rodovia Jamena–Jibuti, de acesso à Abéché e Geneina (oeste).
A cidade é servida pelo Aeroporto Internacional de Jamena, o maior e mais movimentado do país.